# Pseudomyrmex tenuis
Pseudomyrmex tenuis é uma espécie de formiga do género Pseudomyrmex, subfamilia Pseudomyrmecinae. Esta espécie foi descrita cientificamente por Fabricius em 1804.

## Distribuição
Encontra-se em Bolívia, Brasil, Colômbia, Costa Rica, Equador, Guayana Francesa, Guyana, Peru e Surinam.